# Gouania ekmanii
Gouania ekmanii är en brakvedsväxtart som beskrevs av Brother Alain. Gouania ekmanii ingår i släktet Gouania och familjen brakvedsväxter. Inga underarter finns listade i Catalogue of Life.